# Tomba (Kater)

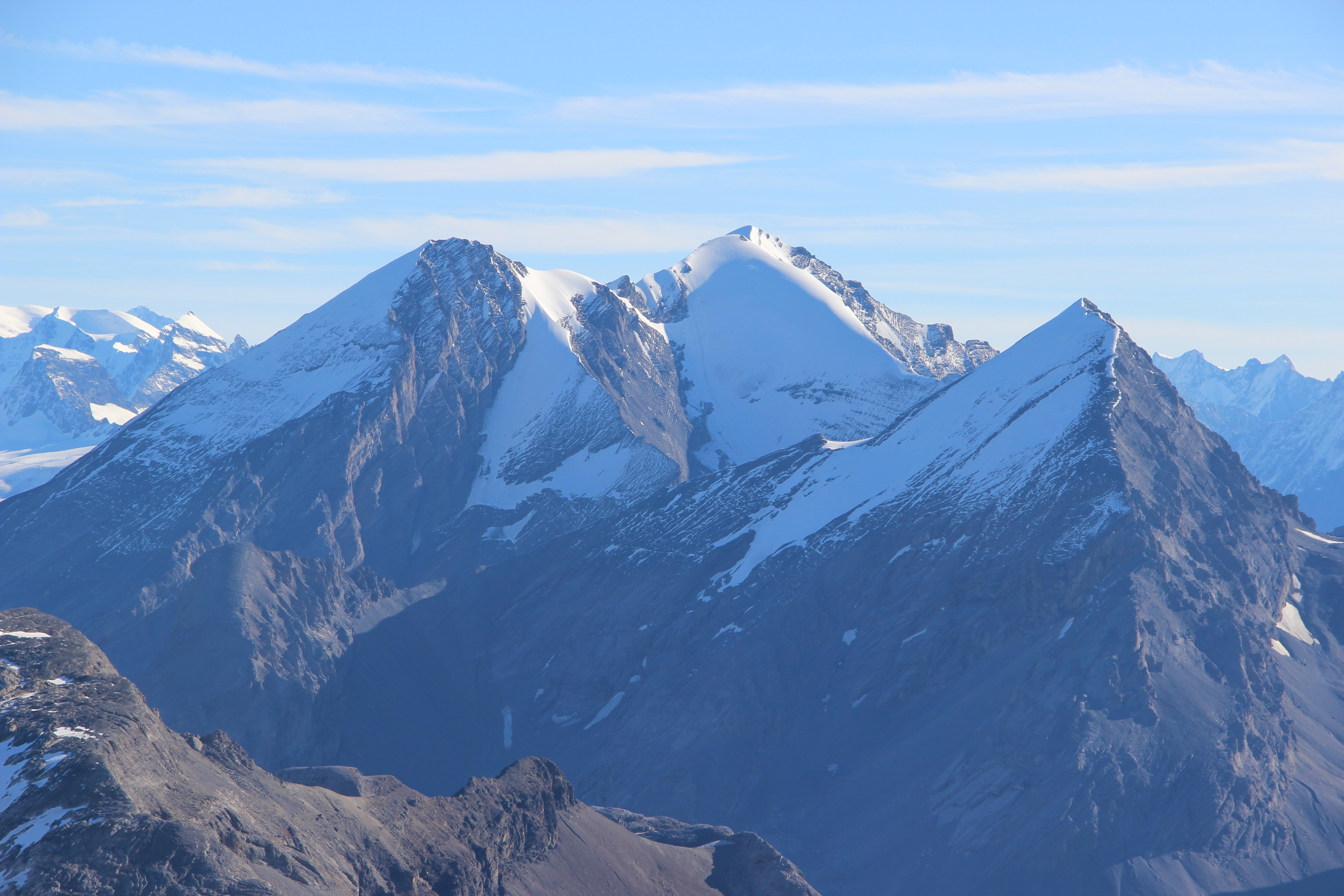
Altels, Balmhorn und Rinderhorn – der Sagigrat (Zackengrat) führt von vorne rechts auf das Balmhorn in der Mitte.

Der Kater Tomba wurde 1988 im Berggasthaus Schwarenbach in den Berner Alpen geboren. Berühmtheit erlangte er durch Hochgebirgstouren auf das Rinderhorn und das Balmhorn, welche er ab einem Alter von 10 Monaten unternahm. Er folgte dabei seinen offensichtlich ausgesuchten Wunschpartnern und wollte sich nicht tragen lassen, sondern höchstens bei einer Rast auf einem Ausrüstungsteil anstatt dem Eis verweilen. Besonders erwähnenswert ist eine Begebenheit, anlässlich der er durch sein Verhalten eine Seilschaft vor einem Lawinenniedergang vom Sagigrat bewahrte. Eine andere Gruppe warnte er von einer gefährlichen Schneeverwehung. Medien aus Europa, Amerika, Südafrika und Japan berichteten über den Kater. Der Kater wurde 1993 wegen Katzenleukämie eingeschläfert.